# Anthony Graf
Anthony Graf (15 de septiembre de 1979) es un deportista estadounidense que compitió en taekwondo. Ganó una medalla de plata en los Juegos Panamericanos de 2007, y dos medallas de bronce en el Campeonato Panamericano de Taekwondo en los años 2002 y 2006.

## Palmarés internacional
| Juegos Panamericanos    | Juegos Panamericanos     | Juegos Panamericanos | Juegos Panamericanos |
| Año                     | Lugar                    | Medalla              | Categoría            |
| ----------------------- | ------------------------ | -------------------- | -------------------- |
| 2007                    | Río de Janeiro (Brasil)  | Medalla de plata     | +80 kg               |
| Campeonato Panamericano |                          |                      |                      |
| Año                     | Lugar                    | Medalla              | Categoría            |
| 2002                    | Quito (Ecuador)          | Medalla de bronce    | –84 kg               |
| 2006                    | Buenos Aires (Argentina) | Medalla de bronce    | –84 kg               |